# وی مار باریک

فوران پلاسما از ستاره وی مار باریک

وی مار باریک یک ستاره است که در صورت فلکی مار باریک قرار دارد.